# Surabaya Stock Exchange
Surabaya Stock Exchange (SSX) (Bursa Efek Surabaya (BES) en Indonésien) était une bourse des valeurs qui a officiellement ouvert le 16 juin 1989, avec seulement trente-six actionnaires. Elle a été créée afin d'aider le gouvernement Indonésien dans les marchés de capitaux et pour le développement économique dans la région de l'Est de l'Indonésie.
Le 30 octobre 2007, le SSX a été officiellement fusionné avec le Jakarta Stock Exchange (JSX)  pour devenir l'Indonesia Stock Exchange (IDX)